# 1928-as magyar teniszbajnokság
Az 1928-as magyar teniszbajnokság a harmincadik magyar bajnokság volt. Ettől az évtől ismét rendeztek női párosban bajnokságot. A bajnokságot szeptember 5. és 10. között rendezték meg Budapesten, a MAC margitszigeti pályáján.

## Eredmények
| Versenyszám  | Arany                                          | Arany | Ezüst                               | Ezüst | Bronz                                                                                       | Bronz |
| ------------ | ---------------------------------------------- | ----- | ----------------------------------- | ----- | ------------------------------------------------------------------------------------------- | ----- |
| Férfi egyéni | Kehrling Béla MAC                              |       | Takáts Imre MAC                     |       | Gheorghe Lupu Hellas Arad Silbersdorf László BLKE                                           |       |
| Női egyéni   | Irmgard Rost ?                                 |       | Nelly Stephanus DTV Hannover        |       | dr. Schréder Lászlóné BLKEGöncz Lajosné MAC                                                 |       |
| Férfi páros  | Kehrling Béla, dr. Pétery Jenő MAC             |       | Takáts Imre, Kirchmayr Kálmán MAC   |       | Donald Greig , Kelemen Aurél ?, MACGheorghe Lupu , Dörner László Hellas Arad                |       |
| Női páros    | Irmgard Rost , Nelly Stephanus ?, DTV Hannover |       | Krencsey Adél, Göncz Lajosné MAC    |       | dr. Schréder Lászlóné, Halász Józsefné BLKEOberschall Magda, Schlosserné MAC, TCR București |       |
| Vegyes páros | Kehrling Béla, Irmgard Rost MAC, ?             |       | Donald Greig , Göncz Lajosné ?, MAC |       | Kelemen Aurél, Nelly Stephanus MAC, DTV Hannover Weiner Béla, Bozsik Istvánné MAC           |       |